# Juhayman al-Otaybi
Juhaymān al-'Utabi (in arabo جهيمان بن محمد بن سيف العتيبي‎?; al-Sajir, 16 settembre 1936 – Riyad, 9 gennaio 1980) è stato un attivista e ribelle saudita, noto per aver compiuto negli ultimi mesi del 1979 il sequestro della Grande Moschea della Mecca, sito più sacro dell'Islam.

## Biografia
Al-ʿOtaybī nacque ad al-Sājir, nella provincia di al-Qasim, uno degli insediamenti fatti costruire da re Ibn Saʿūd per ospitare le famiglie dei beduini Ikhwan che avevano combattuto per lui. L'insediamento di al-Sajir (noto come hijra) venne popolato dai membri della tribù degli 'Utaybah, una delle più importanti della regione del Najd. Molti ʿOtaybī parteciparono alla Battaglia di Sabilla durante la Rivolta Ikhwan contro ibn Saʿūd, e fra questi suo padre e suo nonno (che vennero uccisi). Al-ʿOtaybī pertanto crebbe ascoltando storie di battaglie e di come i monarchi sauditi avessero saldi principi religiosi. Egli fece parte della Guardia nazionale dal 1955 al 1973.
La sua dottrina era racchiusa in questi otto punti:

1. L'imperativo di emulare le rivelazioni fatte dal Profeta e l'esempio del Profeta, di propagare la fede e dare vita a un colpo di Stato militare.
2. La necessità per i musulmani di rovesciare i loro attuali governanti corrotti, che mancano degli attributi islamici, perché il Corano non riconosce alcun re o dinastia.
3. I requisiti per la legittima sovranità sono la devozione all'Islam e la sua pratica, la sovranità del Libro Sacro e non la repressione, le radici tribali dei Quraysh e l'elezione da parte dei credenti musulmani.
4. Il dovere di basare la fede islamica sul Corano e la Sunna, e non su interpretazioni equivoche (taqlid) degli ʿulamāʾ e sul loro "scorretto" insegnamento nelle scuole coraniche e nelle università.
5. La necessità di isolarsi dal sistema socio-politico, rifiutando di accettare le posizioni ufficiali.
6. L'avvento del Mahdi dal lignaggio del Profeta attraverso al-Ḥusayn ibn ʿAlī per rimuovere le ingiustizie esistenti e portare equità e pace tra i fedeli.
7. Dovere di respingere tutti gli adoratori di idoli e il loro shirk, compresi gli adoratori di ʿAlī, Fāṭima e Maometto, i Khawārij e anche la musica.
8. Il dovere di creare una comunità islamica fondamentalista che protegga l'Islam dagli infedeli e nessun tribunale straniero.

Nei tardi anni settanta si trasferì a Riad, dove richiamò l'attenzione delle forze di sicurezza saudite. Assieme a circa 100 dei suoi seguaci venne arrestato nell'estate del 1978 per manifestazioni contro la monarchia, ma vennero tutti rilasciati dopo che il Gran Mufti saudita Ibn Bāz li ebbe interrogati, garantendo che erano innocui.
Egli sposò sia la figlia del principe Sajer al-Mohaya sia la sorella di Muhammad ibn 'Abd Allah al-Qahtani.

## Accuse di Juhayman ai governanti sauditi
Juhayman disse, a sua giustificazione, che la Dinastia Saudita aveva perso la sua legittimazione a seguito della corruzione di cui era caduta preda e dell'imitazione dell'Occidente.

## Sequestro della Grande Moschea

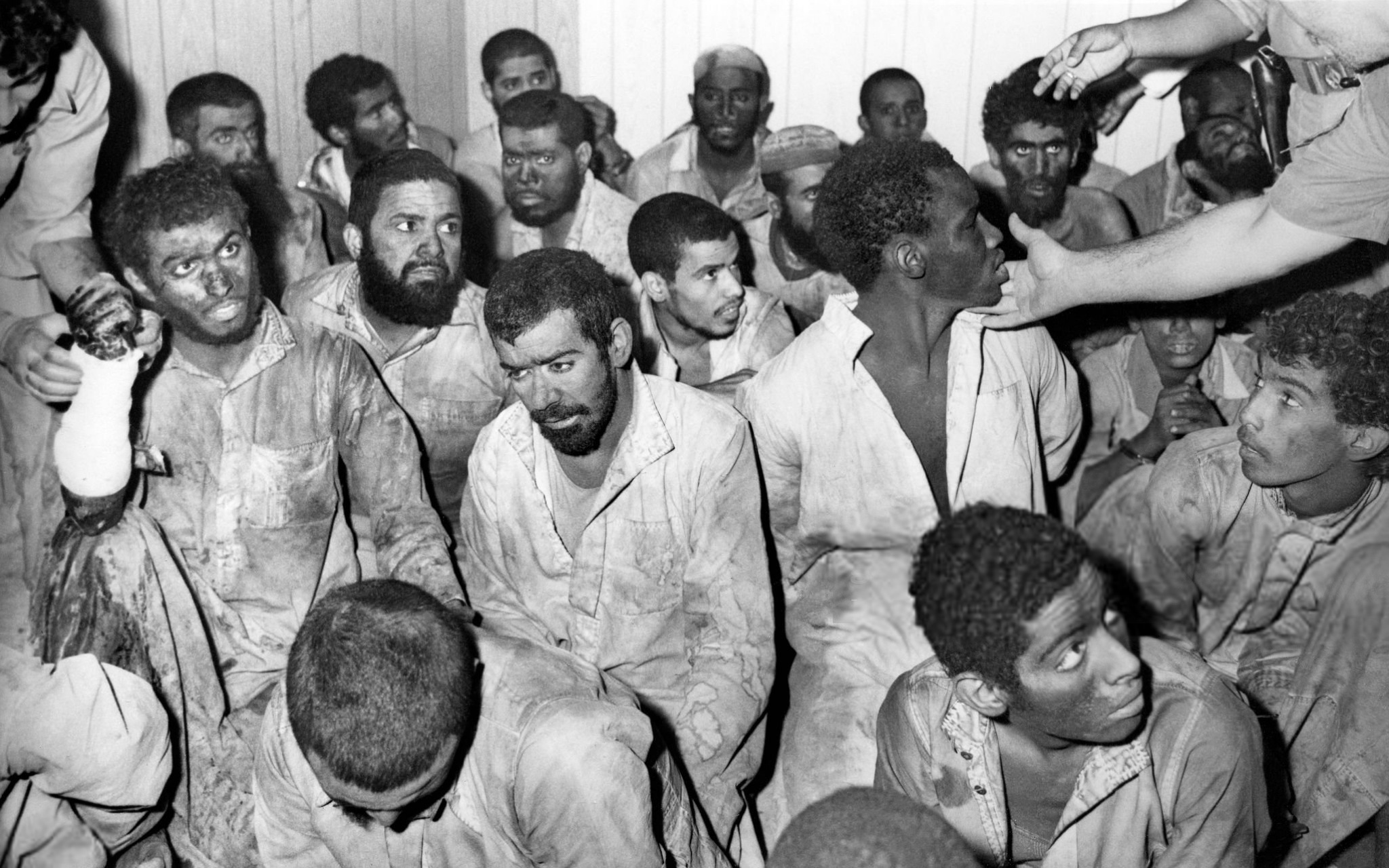
Ufficiali di Juhayman

Il 20 novembre 1979, primo giorno dell'anno islamico 1400, la Grande Moschea de La Mecca venne sequestrata da un gruppo, ben organizzato, di 400 o 500 uomini al comando di al-ʿOtaybī.
Il sequestro durò tre settimane, fino al momento in cui le forze speciali saudite tentassero di entrare nella moschea. Esse provarono in diversi metodi ad abbattere le porte della moschea, facendo uso anche di carri armati, ma non riuscirono ad entrare a causa della robustezza delle porte. Si pensò anche all'intervento di commando francesi, ma si presentò il dilemma di come consentire ad un non-musulmano l'ingresso nella Kaʿba. Si giunse infine a trovare la soluzione; impiegare dei mullah convertiti quali membri del commando francese per far sembrare politicamente corretto il loro intervento.
Vennero usate armi chimiche per uccidere i terroristi. Coloro che entrano per primi nella moschea, si trovarono di fronte un tappeto di cadaveri e di rifiuti. I ribelli sopravvissuti cercarono di fuggire attraverso le gallerie dell'acqua intorno alla moschea, che però vennero svuotate per prendere i ribelli. Pochissimi di loro uscirono vivi o privi di sensi; i sopravvissuti vennero arrestati e giustiziati entro 10 giorni.
Quando Juhayman venne arrestato si rifiutò di parlare fino a quando un gruppo di studiosi da Medina, che erano stati suoi insegnanti, guidati da Shaykh Muhammad al-Amin al-Shinqiti, gli resero visita in carcere e lo abbracciarono piangendo chiedendogli di dare una giustificazione al suo gesto. Juhayman rispose che era motivata dai tumulti di quel tempo e che sperava che avrebbero implorato Allah e chiesto perdono per lui, auspicando che Allah lo perdonasse. Juhayman e 67 membri del suo gruppo vennero successivamente decapitati su ordine del governo saudita.